# Championnats de Tunisie d'athlétisme 1967
Navigation
1966 1968
Les championnats de Tunisie d'athlétisme 1967 sont une compétition tunisienne d'athlétisme se disputant en 1967.
Organisés avant les Jeux méditerranéens de 1967, ils sont marqués par le retour victorieux de Mohammed Gammoudi, qui remporte le doublé 1 500 m-5 000 m, l'émergence d'un nouveau grand club d'athlétisme constitué à la suite de la fusion du Club africain et du Club athlétique du gaz (CA-STEG), qui remporte les six compétitions féminines et deux titres chez les hommes, et le nouveau règne d'Ali Karabi au triple saut.

## Palmarès
| Discipline            | Hommes                      | Hommes          | Femmes                 | Femmes  |
| --------------------- | --------------------------- | --------------- | ---------------------- | ------- |
| 100 m                 | Mouldi Bayaâ Rassou         | 11 s 5          | Fekria Sayeh           | 13 s 9  |
| 200 m                 | Hamadi Ben Abid             | 23 s 7          | Fekria Sayeh           | 29 s 7  |
| 400 m                 | Brahim Chemam               | 49 s 9          |                        |         |
| 800 m                 | Brahim Chemam               | 1 min 54 s 8    |                        |         |
| 1 500 m               | Mohammed Gammoudi           | 3 min 48 s 8    |                        |         |
| 5 000 m               | Mohammed Gammoudi           | 14 min 31 s 8   |                        |         |
| 10 000 m              | Ali Khamassi                | 29 min 59 s 2   | -                      | -       |
| 110 m haies           | Mokhtar Soudani             | 16 s 7          |                        |         |
| 400 m haies           | Sadok Cherif                | 57 s            |                        |         |
| 3 000 m steeple       | Ammar Khemiri               | 9 min 21 s 4    |                        |         |
| Relais 4 × 100 mètres |                             |                 |                        |         |
| Relais 4 × 400 mètres |                             |                 |                        |         |
| Saut en longueur      | Ali Brakchi                 | 7,29 m          | Galina Alexeewa        | 5,50 m  |
| Triple saut           | Ali Karabi                  | 14,81 m         |                        |         |
| Saut en hauteur       | Mohamed Aziz Ben Abderrazak | 1,70 m          | Marie-Chantal Depetris | 1,51 m  |
| Saut à la perche      | Paghelin[Qui ?]             | 3,20 m          |                        |         |
| Lancer du poids       | Faouzi Slama                | 12 m            | Beya Bouabdallah       | 10,80 m |
| Lancer du disque      | Paul André Capdequi         | 39,59 m         | Beya Bouabdallah       | 35,97 m |
| Lancer du marteau     | Meyer Bellaiche             | 34,10 m         | -                      | -       |
| Lancer du javelot     | Paul André Capdequi         | 48,54 m         |                        |         |
| 20 km marche          | Chedly Ben Ali              | 1 h 40 min 19 s |                        |         |
| Décathlon             |                             |                 |                        |         |
| Heptathlon            |                             |                 |                        |         |
| Marathon              |                             |                 |                        |         |